# Kloster Weiher

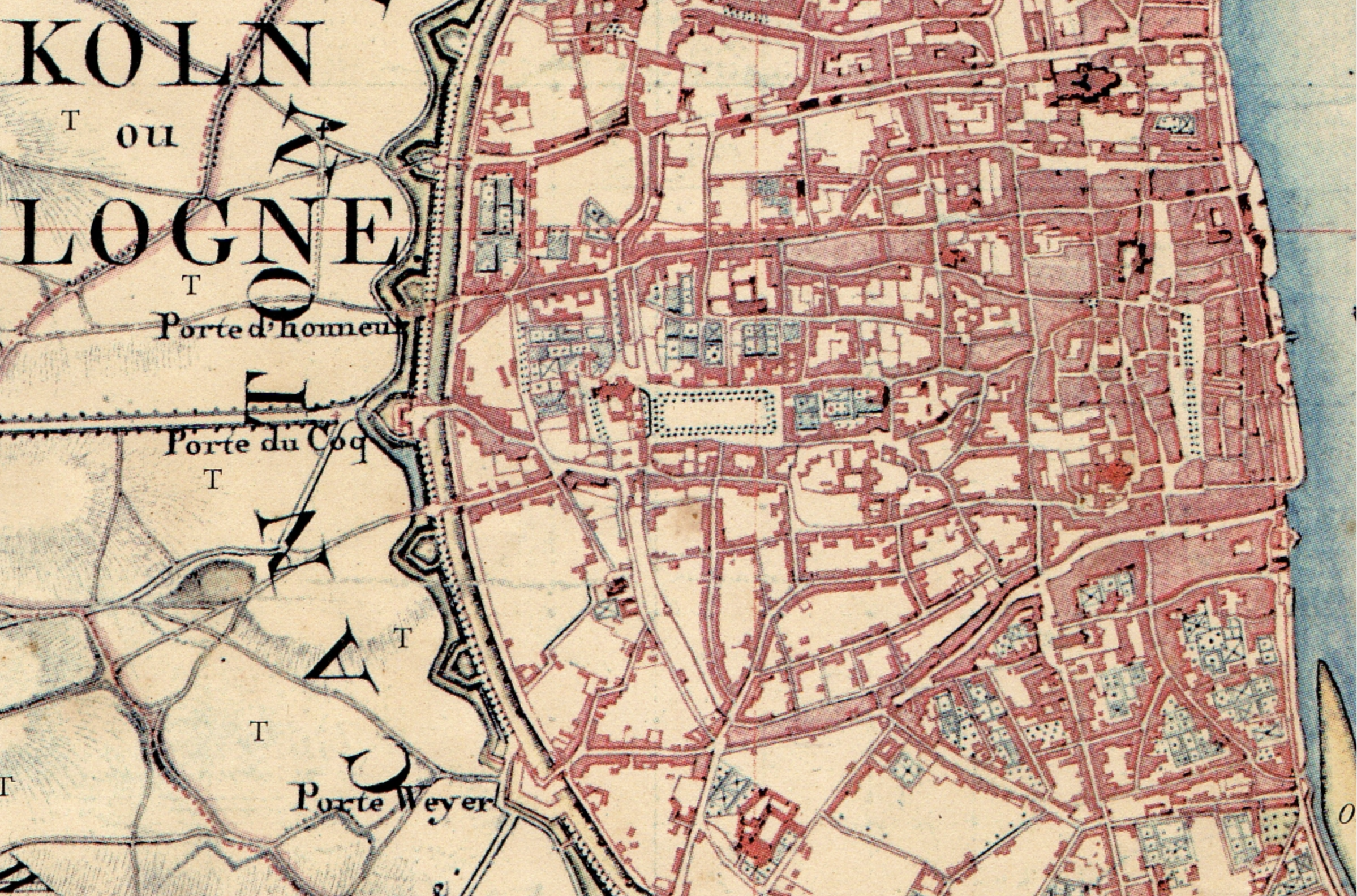
Köln 1807, im Nordosten der Dom,
im Westen die „Porte de Coq“ (Hahnentor),
im Südwesten die „Porte Weyer“ (Weiher Tor)

Das Kloster Weiher war ein zu Ehren der heiligen Maria geweihtes Frauenkloster der Augustinerinnen in Köln. Das Kloster wurde um 1198 gegründet und im Jahr 1474 während des Neusser Krieges auf Veranlassung des Rates geräumt und abgebrochen.

## Geschichte
Die Geschichte des Klosters Weiher begann mit einer durch den Kölner Erzbischof Adolf I. ausgestellten Urkunde des Jahres 1198. Laut dieser Urkunde verkaufte „Blithildis“, als „magistra“ der Benediktinerinnen zu St. Mauritius, mit Zustimmung des Abtes von St. Pantaleon einen Teil ihrer Güter. Der Vertragstext hatte den Wortlaut:
„Die Witwe Rigmudis, Kölner Bürgerin, die Ehefrau des Gerhard, Sohn des Vogtes Th. kauft von St. Mauritius und St. Pantaleon an einem Ort, der gewöhnlich Zum Weiher genannt wird, (in loco qui vulgo appellatur ad piscinam) einen Teil des Weihers (partem lacus) und errichtet darauf ein Kloster zu Ehren der Jungfrau Maria (construxit ecclesiam conventualem in honorem virg. Marie).“ Richmud war die Adoptivtochter und Erbin des 1197 verstorbenen, wohl damals reichsten Bürgers von Köln, Gerhard Unmaze.
Die von Richmodis (Rigmudis) erworbene Liegenschaft bestand aus zwei Stück Land, die insgesamt eine Fläche von 28 Morgen ausmachten. Die beiden am Weiher gelegenen Stücke, die ehemals dem Fronhof Sülz („ad curtem in Sulzpze“, dem späteren Stadtteil Sülz) der Abtei St. Pantaleon gehört hatten, wurden nun als Stiftung das Bauland ihrer Klostergründung, des Konvents „Zum Weiher“. Sie vermachte dem Kloster außerdem ihr weiteres Vermögen, zu dem auch ihr Wohnhaus gegenüber dem erzbischöflichen Palast am Hof gehörte, aus dem in späterer Zeit der Brabanter Hof entstand.

## Lage des Klosters
Das Kloster wurde im Westen der befestigten Stadt, weit oberhalb der Römermauer im Vorland errichtet. Bei diesem Gebiet handelte es sich, nach der Beschreibung der Historiker Thomas und Wrede, um eine Senke auf Höhe des heutigen nördlichen Straßenzuges Weyertal, in der der aus dem Gebiet Gleuel kommende Bach gleichen Namens, etwa an der Universitäts- und Bachemer Straße, versandete. In der bei der Klostergründung noch weitgehend unbesiedelten Landschaft veränderte sich über Jahrhunderte nur wenig.
Das Gebiet des Klosterstandortes war zugleich auch das Vorgelände der späteren Tore der Ringmauer, des Hahnen- und des Schaafentors, und lag im vorderen Bereich der dort beginnenden Straßen, zwischen der nach Antwerpen (Antorf) führenden großen Ausfallstraße und dem schmalen Weg nach Lind und Bachem. Es wurde in jener Zeit allgemein als „piscinam“ (am Weiher gelegen) bezeichnet. Noch im Jahr 1466 wurde das Kloster als „clouster zo wijer“ genannt.
Noch die kartografische Erfassung dieses Geländes von Tranchot zeigt am Anfang des 19. Jahrhunderts wenige Veränderungen im Vorland der Stadt. Deutlich erkennbar ist das zum zentralen Friedhof Melaten gewordene Areal, das an der Aachener Straße auf dem Gelände eines mittelalterlichen Siechenhauses entstanden war. Auch der 1574 entstandene Geusenfriedhof ist auf der Karte als Cimetière bezeichnet. Im Süden war der in Richtung der alten Bachpforte strebende Hürther- oder Duffesbach eingezeichnet und im Nordwesten der nach dem Passieren des „Antoniusweihers“ (am Tönneshäusgen) weiter nordöstlich fließende Gleueler Bach, der dann im so genannten „Weiherkülchen“ versickerte.
Das Kloster lag jenseits des die Stadt im Bogen umlaufenden Bischofsweges, der den Machtbereich des geistlichen Stadtherren markierte, im so genannten „Schweid“. Das Gelände war im Einflussbereich des Klosters St. Pantaleon, das im südwestlichen Vorland über großen Grundbesitz verfügte. Auch der neue Konvent unterstand deshalb der Abtei St. Pantaleon.

### Gründung und erste Zerstörung
Der Konvent hatte seine Bezeichnung aufgrund seiner geographischen Lage an einem Bachlauf oder Weiher in der mittelalterlichen, westlichen Feldflur Kölns erhalten. Diese Lage sollte für das Kloster schon bald verhängnisvoll sein. Bald nach der Gründung, während der kriegerischen Auseinandersetzungen der beiden Gegenkönige Philipp und Otto im Jahr 1205, sahen sich die Klosterschwestern zur Flucht in ihr Haus in der Innenstadt gezwungen. Die Stadt, die im Gegensatz zu ihrem Erzbischof auf der Seite Ottos stand, wurde erfolglos belagert und konnte durch die Angreifer nicht eingenommen werden. Bei ihrem Abzug verwüsteten die Truppen das Umland Kölns und zerstörten auch das erst sieben Jahre zuvor errichtete Kloster „Zum Weiher“. Dieses wurde bis zum Jahre 1208 wieder aufgebaut und erhielt im Mai des gleichen Jahres durch König Philipp einen Schutzbrief, in dem jedem, der sich am Eigentum oder dem Leben der Insassen des Klosters („monast. eccl. s. Marie de Piscina extra muros Col“) vergriff, mit Gottes Zorn und seiner, des Königs Ungnade drohte.

### Haus Weiher
Dass die Zeiten auch in der Folge als unsicher angesehen wurden, geht aus einer Urkunde des Jahres 1235 hervor. Damit überließen die Klosterfrauen ihr Haus Weiher in der Innenstadt dem Herzog Heinrich von Brabant gegen einen Erbzins von sechs kölnischen Solidis, die je zur Hälfte zum Osterfest und zum Fest des heiligen Gereon zahlbar waren. Die Urkunde enthielt den Vorbehalt der Rückkehr der Klosterfrauen in das Stadthaus, falls sie in der Zukunft gezwungen sein sollten, wegen Brand oder der Gefahr umherziehender Kriegsscharen ihr Kloster zu verlassen. Dieses Recht sollte ihnen ohne zeitliche Einschränkung und Vergütung so lange gewährt werden, bis sich ein solcher Fall der Gefährdung ergab.

### Verhandlungs- und Besuchsort hoher Persönlichkeiten

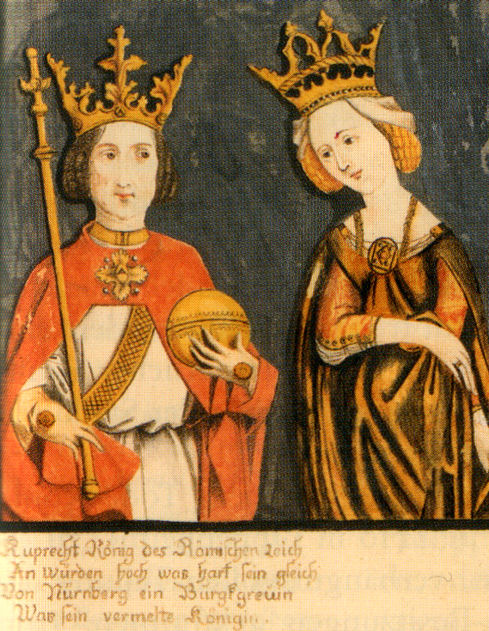
Ruprecht und Elisabeth von Hohenzollern-Nürnberg

Kloster Weiher diente auch als neutraler Verhandlungsort streitender Parteien. So versammelten sich die zuvor von dem Kölner Erzbischof Engelbert der Stadt verwiesenen Patrizier im Kloster, um dort mit einem Abgesandten des Erzbischofs Verhandlungen zu führen. Zu diesem Treffen erschien auch eine Delegation der Bürger, die den Patriziern das Angebot unterbreitete, alte Zwistigkeiten zu vergessen, um so gemeinsam gegen den Erzbischof, der die städtischen Freiheiten unterdrückte, vorgehen zu können.
In späterer Zeit nutzte auch Erzbischof Wilhelm von Gennep den Ort zu Verhandlungen. Im Jahr 1350 erschien er persönlich im Kloster, um dort einem mit der Stadt ausgehandelten Vertragstext ergänzende Zugeständnisse bezüglich städtischer Rechte und Freiheiten hinzuzufügen und die Urkunde mit seinem Siegel zu versehen.
Als König Ruprecht von der Pfalz mit seiner Familie im Jahr 1401 zu seiner Krönung nach Köln kam, stieg er im Brabanter Hof der Stadt ab. Nach seiner Krönung hielt er wahrscheinlich im Kloster Weiher seinen Dankgottesdienst ab, da er der Überlieferung nach im Anschluss an die heilige Messe in „altherkömmlicher Weise“ mit seiner Gemahlin feierlich durch das Weyertor und die Weyerstraße in die Stadt einzog. Möglicherweise war das Kloster auch in der Folgezeit ein von Herrschern aufgesuchter Ort, wenn sie von Aachen kommend, den Weg über das Weyertor in die Stadt wählten, da man die Weyerstraße eine Zeit lang auch die Kaiserstraße nannte.

### Weitere Entwicklung

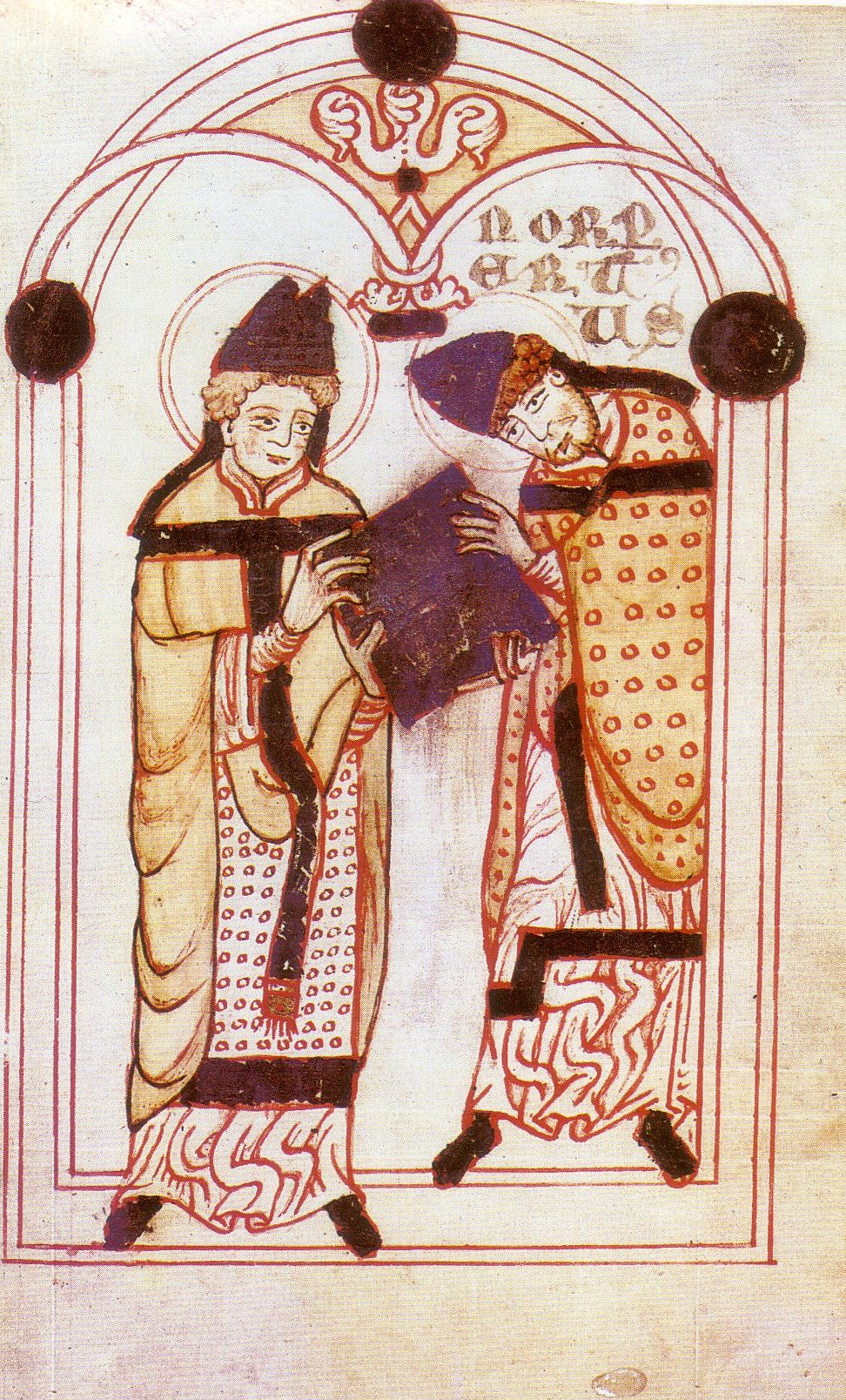
Der hl. Augustinus überreicht Norbert von Xanten seine Regel. Darstellung um 1140

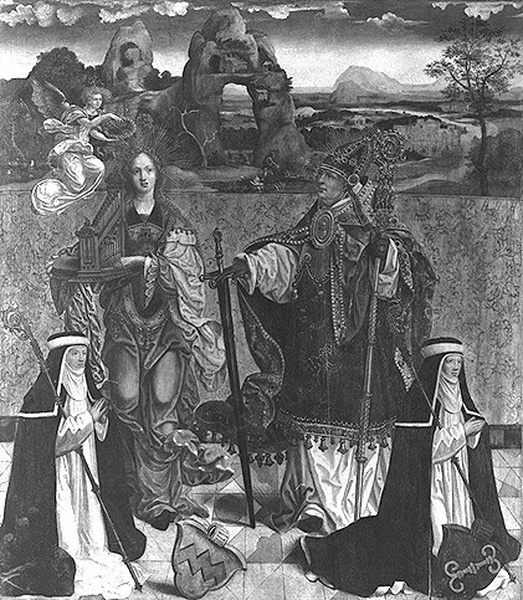
Die heilige Cäcilie und Paulinus mit den Äbtissinnen Elisabeth on Manderscheid, und Elisabeth von Reven (Letztere Vorsteherin des Klosters der Augustinerinnen am Cäcilienkloster Köln. Bild um 1515/30)

Im Anhang einer Urkunde Lacomblets wurde eine Handschrift des Klosters aus der Mitte des 15. Jahrhunderts zitiert, in dem das Kloster Weiher in seinen Anfängen als ein dem Orden des heiligen Augustinus geweihter Konvent bezeichnet wurde. Dies änderte sich bald durch die Maßnahme des Kölner Erzbischofs, mit der er die Führung des Klosters dem Abt der Prämonstratenser zu Knechtsteden übertrug. Die über lange Zeit von der Abtei zur geistlichen Führung des Konvents als Rektoren eingesetzten Ordensgeistlichen mischten sich jedoch später in die wirtschaftlichen Belange des Klosters ein und nahmen die Gastfreundschaft der Schwestern derart in Anspruch, dass deren „zeitliche Güter dahin schmolzen“. Auch ließen unter der Leitung der aus dem Kloster Knechtsteden entsandten Chorherren die Disziplin, die Klostermoral sowie die Sittsamkeit der Nonnen zu wünschen übrig und der gute Ruf des Klosters in der Kölner Bevölkerung schwand. Erzbischof Heinrich sah sich 1327 veranlasst, den Herren von Knechtsteden die Leitung des Ordens zu entziehen. Vorerst unterstellte er die Führung der Schwestern dem Bonner Stiftsdechanten des Cassiusstiftes, später waren sie abwechselnd weltlichen Prälaten unterstellt. Zucht und Ordnung waren im Klosterleben wieder eingekehrt, dennoch waren die Schwestern vorerst nicht dazu bereit, ein Ordensgelübde abzulegen und dem völligen Verzicht auf persönliches Eigentum zuzustimmen. Am Ende des Jahres wurden weiterhin die Präbenden und die sonstigen Einkünfte des Klosters unter den Schwestern aufgeteilt. Bezogen einzelne Schwestern der Gemeinschaft außerdem ein persönliches Einkommen aus ihren Familien oder sonstigen Quellen, so konnten sie nach Belieben darüber verfügen. Diese Form eines klösterlichen Zusammenlebens konnte bis zum Jahr 1443 im Kloster Weiher unbeanstandet geführt werden. Dann wurden unter Erzbischof Dietrich strenge Reformen eingeführt. Diesen neuen Regelungen hatten sich auch die Schwestern des Klosters Weiher zu unterwerfen.
Fortan wurde die strenge Klausur eingeführt, es gab nur noch den gemeinsamen Klostertisch im Refektorium, die Schwestern erhielten ein einheitliches Habit. Ihnen wurde zu dieser Zeit das Tragen eines weißen statt des bisherigen schwarzen Schleiers vorgeschrieben („pro subtili nigro subtile album“) und der vollständige Verzicht auf persönliches Eigentum war nun zwingend (Armutsgebot), vorhandenes Vermögen fiel an den Orden und wurde bei einem Klostereintritt als Mitgift betrachtet. Die Nonnen waren zu absolutem klösterlichem Gehorsam gegenüber der Vorsteherin der Gemeinschaft verpflichtet. Diese wurde nun nicht mehr „Magistra“ genannt, sondern erhielt die Bezeichnung Priorin. Zur ersten Priorin wählten die Ordensschwestern die „edelgeborene“ Herrin Elisabeth von Reven aus ihrer Mitte. Das Leben im Kloster Weiher stand nun wieder im Einklang mit den Vorgaben der Augustinusregel.

### Endgültige Zerstörung des Klosters Weiher
Aufgrund der erhöhten Gefahr bevorstehender Angriffe auf die Stadt unternahm der Rat vielfältige Anstrengungen, dieser Bedrohung zu begegnen. So wurden nicht nur Verteidigungsmaßnahmen wie die Verstärkung der Ringmauer durch steinerne Bollwerke an den schwächeren Stellen der Befestigung durchgeführt, sondern auch präventiv zahlreiche Bauwerke im Umland der Stadt geräumt und zerstört. Zu diesen Baulichkeiten gehörten die am Judenbüchel, der Hof Sülz, das Leprosenhaus Melaten, selbst die Klöster Weiher und Mechtern fielen diesen Maßnahmen im Jahr 1474 zum Opfer und wurden zerstört. Das Aussehen der Klosteranlage blieb unbekannt, auch die Ausstattung ging bei der Niederlegung der Gebäude 1474 verloren.

### Übernahme des Stiftes St. Cäcilien und Aufhebung

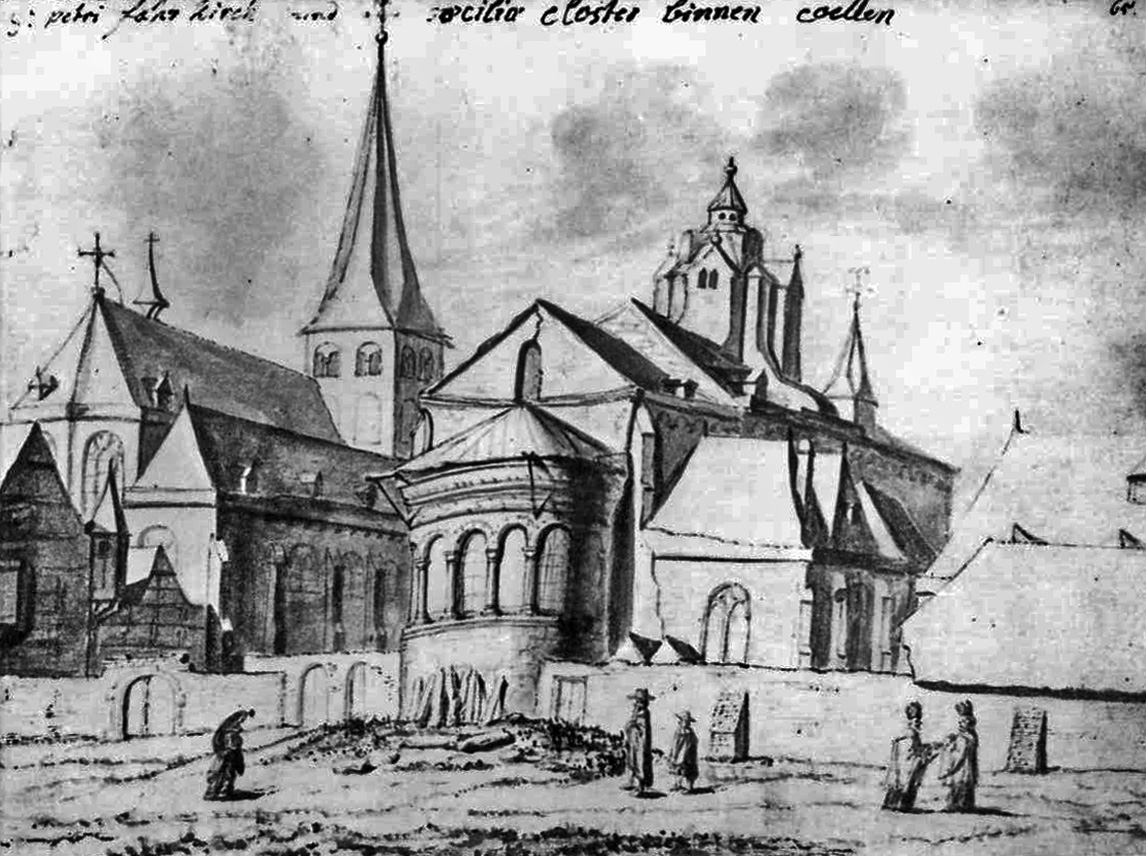
Ansicht St. Peter und Cäcilienkloster um 1665

Die Gemeinschaft des Klosters Weiher bestand zum Zeitpunkt der Räumung seiner Gebäude Am Weiher aus 51 Personen. Neben der Priorin waren es 34 Schwestern mit abgelegtem Profess, vier Scholarinnen sowie zwölf Laienschwestern, die ihre Unterkunft verloren hatten. Da sie ihre alten vertraglichen Wohnrechte für das Haus Am Hof von 1235 nicht durchsetzen konnten (sie wurden abgewiesen), fanden sie vorerst Aufnahme in der Dechanei des Apostelnstiftes.
Nach langen Verhandlungen und unter besonderer Verwendung des „römischen“ Kaisers Friedrich III. (1440/1452–1493, Habsburger) und des päpstlichen Legaten, wurde den Nonnen das adelige Damenstift St. Cäcilien in Köln als neue klösterliche Heimstatt angewiesen.
Das weltliche Damenstift, das zu dieser Zeit nur noch von der Oberin und einer Novizin bewohnt war, hob man als solches auf, es wurde zu einem regulierten Augustinerinnen-Kloster umgewandelt. Als solches hatte es Bestand bis zur Säkularisation im Jahr 1802.